# Anomoianthella
Anomoianthella är ett släkte av svampdjur. Anomoianthella ingår i familjen Ianthellidae.
Kladogram enligt Catalogue of Life:
| Anomoianthella | \| \| Anomoianthella lamella \| \| \| \| \| \| Anomoianthella popeae \| \| \| \| \| \| Anomoianthella rubra \| \| \| \| |
|                | \| \| Anomoianthella lamella \| \| \| \| \| \| Anomoianthella popeae \| \| \| \| \| \| Anomoianthella rubra \| \| \| \| |
|                | Hexadella |
|                | |
|                | Ianthella |
|                | |
|                | Anomoianthella lamella                                                                                                  |
|                | |
|                | Anomoianthella popeae                                                                                                   |
|                | |
|                | Anomoianthella rubra |
|                | |

|  | Anomoianthella lamella |
|  |                        |
|  | Anomoianthella popeae  |
|  |                        |
|  | Anomoianthella rubra   |
|  |                        |